# 丘凱敏
丘凱敏（Anna Yau Hoi Man，1974年11月24日—）生於香港，現為香港電台第二台，Now觀星台主持。曾為無綫電視（TVB）旗下女藝員及節目主持。

## 簡歷
丘凱敏畢業於加拿大曼尼托巴大學（University of Manitoba），主修經濟、副修社會學。畢業後返回香港，被陳海琪聘請加入廣播界，成為電台節目主持。後被陳海琪安排，與另外兩位女DJ林寄韻及陳海恆組成女子組合N C Girls，曾推出EP。
其後亦成為無綫電視節目主持，主持節目包括音樂及資訊節目。她亦擔任一些無綫電視綜合性節目，如籌款節目星光熠熠耀保良、慈善星輝仁濟夜及香港先生選舉等的司儀工作。
2001年，丘凱敏與劉德華旗下的天幕製作簽約成為經理人，參與電影、填詞及作曲工作。並開始寫作，首部作品《心情雜貨》由博益出版屬下的一本堂出版。
曾被傳和無綫電視演員黃子雄為情侶，更被指二人在加拿大維多利亞置業及一度分手後復合，但黃子維發文否認, 並指二人為好友, 只是一起拍過廣告。丘凱敏自2012年嫁給圈外老公黎先生後，漸漸淡出幕前安心成為一位全職太太。

## 電影
- Laughing Gor之變節（2009）
- 殺人犯 (電影)（2009）

## 主持節目

### 新城
- 今夕是何夜
- 空中小姐丘凱敏
- 新城HK勁爆共和榜（Chart Count-Down）
- 富貴人至（訪問成功人士的節目）
- 愈音樂愈快樂
- 女人.com……

### 港台
- Anna樂
- RTHK2 不了情
- 晨光第一線 之Anna工作室
- 音樂通世界
- DJ先生李志剛（Only Friday）
- 夏娃瑪麗亞（與楊崢）

### Now觀星台
- 女皇駕到

### 司儀

#### 2000年
- 香港賀歲煙花匯演 (龍年煙花賀新歲)
- 九巴縱橫多面睇

#### 2003年
- 第22屆香港電影金像獎頒獎禮
- 皇家馬德里亞洲之旅（香港）慈善夜」晚宴
- 2003全球華人新秀歌唱大賽
- 星光熠熠耀保良
- 新慧星光芒四射畢業Show
- 2003年悉尼華裔小姐
- 十大中文金曲頒獎禮

#### 2004年
- 荃灣區千人冬防滅罪運動
- 慈善星輝仁濟夜
- 東華樂韻競技奔Fun Show
- 萬家喜慶迎金猴
- 農曆年煙花匯演
- 加港星輝耀頤康
- 第15屆電視欣賞指數調查
- 第15屆國際流行音樂大獎
- Salvatore Ferragamo 公益金活動
- 英皇新秀歌唱大賽
- 星光熠熠耀保良
- 香港珠寶鐘錶展覽會
- 梅艷芳絕代芳華情縈在
- 2004全球華人新秀歌唱大賽
- 英皇聖誕派對愛心CD聖誕樹：04慈善音樂夜
- 天空之城樂韻迎聖誕

#### 2005年
- 四海同心送關懷
- 慈善星輝仁濟夜
- 第27屆十大中文金曲頒獎音樂會
- 2005國泰航空新春國際匯演之夜
- 全港青年民歌歌唱大賽
- 第16屆電視節目欣賞指數調查頒獎禮
- TVB周刊最強人氣大獎頒獎禮
- 第一屆Queen of color 選美大賽
- 2005年香港五四青年節
- 星巴克慶祝開業5周年派對
- 獅子會新生命工程
- 明愛暖萬心
- 香港先生選舉
- 童心同行愛之夜
- 香港婦協紫荊吐艷慶歡騰
- 萬眾一心耀東華
- 萬千星輝賀台慶
- 「YAHOO!搜尋人氣大獎2005」頒獎禮

#### 2006年
- 慈善星輝仁濟夜
- 靈犬獻瑞賀新禧
- 博愛歡樂傳萬家
- 「心系奧運五四青年大匯演」
- 萬眾同心公益金
- 《第二屆香港先生》選舉
- 明愛暖萬心
- 香港婦協紫荊吐艷慶歡騰
- 獅子會新生命工程籌款夜
- 萬千星輝賀台慶

#### 2008年
- 香港賀歲煙花匯演「京港同心煙花匯演」

#### 2013年
- 溫哥華華裔小姐競選2013

#### 年份不詳
- 各個大show
- 九巴週年紀念show
- Show Epson annual dinner
- 美國運通周年晚宴
- 日清食品周年晚宴
- 和記電訊聚會
- 香港電影資料館開幕
- 深圳中國兒童少年安康成長計劃慈善活動
- 港日音樂交流音樂會（與日本 NHK TV 合作）
- 新秀歌曲大賽
- 中國原創音樂流行榜總選

## 唱片
- NC Girl (1996年，丘凱敏、陳海恆、林寄韻組成女子組合NC Girl推出同名EP)

## 參與TVB之工作

### 主持工作
- 勁歌金曲
- 翡翠音樂幹線
- 修身堂特約 - 秀出美麗人生
- 港日音樂交流音樂會（與日本 NHK TV 合作）
- 新秀歌唱大賽
- 中國原創音樂流行榜總選
- 熱唱樂壇新星勢
- 骨髓基金特輯
- 知法有辦法
- 九巴週年紀念 show
- 永安旅遊話你知-點解英國咁好玩
- 星晨旅遊日本北海道真的感受
- 星晨旅遊韓國真的感受
- 星晨旅遊澳洲真的感受
- 星晨旅遊日本本州真程趣
- 馬來西亞自遊新天地
- SMS話點就點
- 星光熠熠耀保良
- 香港深海獵奇
- 香港直播
- 娛樂大搜查
- 香港龍脈
- DTC特約 - 南非美鑽激程
- 愛上澳門

### 電視劇
- 1999年：《醫神華佗》
- 1999年：《非常保鑣》
- 2007年：《廉政行動2007》飾 廉署總調查主任 Irene

## 參與MTV
- 李克勤 - 愛不釋手
- 許志安 - 一千次日落
- 張智霖 -
- 梁漢文 -
- 蘇永康 - 因為愛你（更加惜我自己）
- 鄭伊健 - 感情用事
- 梁家輝 -
- 熊天平 - 傻哥歌

## 書籍
- 純屬愛情(2005)
- 有情客串(2004)
- 心情雜貨(2001)

## 參與廣告
- 優之良品（1997年）
- SK-II（2001年，中國大陸）
- 棉衣（2002年，中國大陸）
- 七海健骼 (2010年，香港)
- 富昌金融集團 (2011年，香港)
- 八達通 (2017年，香港)

## 資料來源
1. ↑  
.   [2008-03-18]. （原始内容存档于2008-03-18）.
2. ↑  .   [2007-07-28]. （原始内容存档于2007-10-08）.
3. ↑  .   [2022-09-27]. （原始内容存档于2022-09-27）.